# Alberto Cortés
Alberto Cortés Calderón (Ciudad de México, 27 de abril de 1952) es un director de cine mexicano.

## Biografía
Estudió en el Colegio Madrid, en la Secundaria 17 y etnología en la Escuela Nacional de Antropología e Historia (ENAH). En 1973 ingresó al Centro Universitario de Estudios Cinematográficos (CUEC). Su primer cortometraje fue Una película para Judith y su tesis de titulación fue El servicio, de 1977, una ficción basada en un relato de Witold Gombrowicz. En 1982 ingresó al Instituto Nacional Indigenista, donde realizó el documental La tierra de los tepehuas en 1982 así como una serie de programas de video sobre los pueblos indígenas de México. Su ópera prima fue Amor a la vuelta de la esquina, de 1986, con la cual obtuvo Gabriela Roel el Ariel a Mejor Actriz y la Diosa de Plata por Mejor Ópera Prima en 1987. En 1990 filmó Ciudad de ciegos, donde actuaron músicos como Saúl Hernández, Rita Guerrero y Sax de Maldita Vecindad y los Hijos del Quinto Patio. El guion fue obra de Hermann Bellinghausen con la participación de escritores y escritoras como José Agustín, Paz Alicia Garciadiego y Silvia Tomasa Rivera. En 1996 dirigió Violeta, una coproducción México-Cuba y para la cual obtuvo la beca de la Fundación Rockefeller-McArthur. En 2008 dirigió Corazón del tiempo, un largometraje de ficción situado en el caracol zapatista de La Realidad, Chiapas, el cual fue coproducido con el Ejército Zapatista de Liberación Nacional y el director escribió el guion en conjunto de nuevo con Hermann Bellinghausen.

## Obra
| Año  | Película                         | Director | Productor          | Guionista |
| ---- | -------------------------------- | -------- | ------------------ | --------- |
| 1986 | Amor a la vuelta de la esquina   | Sí       | Sí                 | Sí        |
| 1990 | Ciudad de ciegos                 | Sí       | Sí · (coguionista) | Sí        |
| 1996 | Violeta                          | Sí       | No                 | No        |
| 2008 | Corazón del tiempo               | Sí       | Sí                 | Sí        |
| 2016 | El maíz en los tiempos de guerra |          |                    |           |